# Stolonica socialis
Stolonica socialis är en sjöpungsart som beskrevs av Hartmeyer 1903. Stolonica socialis ingår i släktet Stolonica och familjen Styelidae. Inga underarter finns listade i Catalogue of Life.